# Cancer Letters
Cancer Letters est une revue scientifique en langue anglaise permettant la publication rapide d'articles courts traitant de la recherche sur le cancer. En 2017, son facteur d'impact est de 6.375.
Ce journal accorde une importance toute particulière à la biologie cellulaire et moléculaire du cancer, aux oncogènes, à la carcinogenèse, à la radiobiologie, à la pathologie moléculaire, aux relations entre hormones et cancer, à l'oncologie virale, à la biologie des métastases, à la cytogénétique moléculaire, à l'épidémiologie, et aux thérapies expérimentales. 
Un critère essentiel pour une publication dans Cancer Letters est son intérêt pour un lectorat multi-disciplinaire. Des articles plus cliniques peuvent aussi être acceptés dans la mesure où ils contribuent à la compréhension des mécanismes sous-jacents au cancer.